# ビクター・コレスニック
ビクター・コレスニック（Viktor Kolesnik、1996年3月7日 - ）は、ロシアの男性プロ総合格闘家。KUZNYA Fight Club・タイガームエタイ所属。元Serbian Battle Championship (SBC) フェザー級王者。元Open Fighting Championship (OFC) フェザー級王者。

## 来歴
日本のPRIDEで2005年に行われたヘビー級タイトルマッチ、エメリヤーエンコ・ヒョードルvs.ミルコ・クロコップの試合をテレビで見た際に影響を受け、その後、14歳で総合格闘技を始める。2013年にTech-Krep FCにて17歳でプロデビュー。
2021年9月18日、Serbian Battle Championship 35でSBCフェザー級タイトルマッチを行い、ウィリアム・ディアスと対戦して首相撲からの膝蹴りでダウンを奪いパウンドで2R KO勝利。SBCフェザー級王者となった。
2021年12月19日、Open Fighting Championship 15でOFCフェザー級タイトルマッチを行い、ブルーノ・ロベルソと対戦し、1RにパウンドでKO勝利。OFCフェザー級王者となった。

### RIZIN
2023年、23勝4敗でRIZINと契約。「日本のRIZINで戦える機会をもらえて非常に感謝しています。幼少期からPRIDEを見ていた俺にとって日本は武道を理解し、尊重してくれるファンがたくさんいる国だと認識しています。そんな日本のファンが喜ぶようなファイトスタイルで、俺の試合を楽しみにしてくれるファンが増えるような試合を見せたいと思っています」とコメントした。
2023年5月6日、RIZIN初出場となったRIZIN.42で岸本篤史と対戦し、カーフキックで2RTKO勝ち。
2023年10月1日、RIZIN LANDMARK 6でPANCRASEフェザー級1位の高木凌と対戦し、3R判定勝ちを収めた。
2024年4月29日、RIZIN.46で元GLADIATORフェザー級王者の中原由貴と対戦し、1Rから打撃で中原をぐらつかせるなどして3-0の判定勝ちを収めた。
2024年11月11日にRIZIN LANDMARK 10で元DEEPライト級王者の武田光司と対戦予定だったが、10月に感染症にかかり緊急手術となったことで欠場。回復に時間がかかり試合復帰まで約9ヶ月かかった。
2025年6月14日、RIZIN LANDMARK 11で修斗世界フェザー級王者のSASUKEと対戦し、左ボディブローで1RKO勝ちを収めた。

## 戦績

### プロ総合格闘技
| 総合格闘技 戦績 | 総合格闘技 戦績 | 総合格闘技 戦績 | 総合格闘技 戦績 | 総合格闘技 戦績 | 総合格闘技 戦績 | 総合格闘技 戦績 |
| --------------- | --------------- | --------------- | --------------- | --------------- | --------------- | --------------- |
| 32 試合         | (T)KO           | 一本            | 判定            | その他          | 引き分け        | 無効試合        |
| 27 勝           | 8               | 8               | 11              | 0               | 1               | 0               |
| 4 敗            | 1               | 0               | 3               | 0               | 1               | 0               |

| 勝敗 | 対戦相手                             | 試合結果                                              | 大会名                                                                                 | 開催年月日     |
|      | ラジャブアリ・シェイドゥラエフ       | 試合前                                                | RIZIN.51 【RIZINフェザー級タイトルマッチ】                                             | 2025年9月28日  |
| ○    | SASUKE                               | 1R 4:43 KO（左ボディブロー→サッカーボールキック）     | RIZIN LANDMARK 11                                                                      | 2025年6月14日  |
| ○    | 中原由貴                             | 5分3R終了 判定3-0                                     | RIZIN.46                                                                               | 2024年4月29日  |
| ○    | 高木凌                               | 5分3R終了 判定3-0                                     | RIZIN LANDMARK 6                                                                       | 2023年10月1日  |
| ○    | 岸本篤史                             | 2R 2:57 TKO（カーフキック）                           | RIZIN.42                                                                               | 2023年5月6日   |
| ○    | ジョナサン・カヴァルカンティ         | 5分3R終了 判定2-1                                     | MMA Series 54 - Triumph                                                                | 2022年7月30日  |
| ○    | マフムード・アブデル・リスク         | 2R 1:46 ニンジャチョーク                              | MMA Series 51 - Black Smith                                                            | 2022年5月21日  |
| ○    | ブルーノ・ロベルソ                   | 1R 4:35 TKO（パウンド）                               | OFC 15 - Open Fighting Championship 15 【OFCフェザー級タイトルマッチ】                 | 2021年12月19日 |
| ○    | ウィリアム・ディアス                 | 2R 2:22 KO（組み膝→パウンド）                         | SBC 35 - Serbian Battle Championship 35: MMA Series 40 【SBCフェザー級タイトルマッチ】 | 2021年9月18日  |
| ○    | ワンダーソン・パントーハ・ダ・シルバ | 1R 2:13 TKO（飛び膝蹴り）                             | OFC 6 - Open Fighting Championship 6                                                   | 2021年7月4日   |
| ×    | エリスマール・リマ・ダ・シルバ       | 1R 1:53 TKO（スタンドパンチ連打）                     | OFC 2 - Open Fighting Championship 2                                                   | 2021年2月20日  |
| ○    | カーバン・チョクエフ                 | 2R 4:39 TKO（右肘打ち→グラウンド状態での肘打ち連打）  | MMA Series 17 - Blacksmith Fighting Championship 2                                     | 2020年10月10日 |
| ○    | チアゴ・ルイス・ボニファシオ・シウバ | 5分3R終了 判定3-0                                     | Russian Cagefighting Championship - RCC 7                                              | 2019年12月14日 |
| ×    | ネイト・ランドウェーア               | 5分5R終了 判定0-3                                     | M-1 Challenge 102 - Rakhmonov vs. Varejao                                              | 2019年6月28日  |
| ○    | ダニエル・スウェイン                 | 2R 4:21 TKO（グラウンド状態の相手の足へのローキック） | M-1 Challenge 96                                                                       | 2018年8月25日  |
| ○    | デビット・ソウザ                     | 1R 0:44 ギロチンチョーク                              | M-1 Challenge 89                                                                       | 2018年3月10日  |
| ×    | ネイト・ランドウェーア               | 5分3R終了 判定1-2                                     | M-1 Challenge 85                                                                       | 2017年11月10日 |
| ○    | ブライアン・ホーイ                   | 1R 3:36 KO （右ストレート→パウンド）                  | M-1 Challenge 83                                                                       | 2017年9月23日  |
| ○    | フェリペ・レゴ                       | 5分3R終了 判定3-0                                     | M-1 Challenge 77                                                                       | 2017年5月19日  |
| △    | ヨン・ボクキル                       | 5分3R終了 判定1-0                                     | M-1 Challenge 75                                                                       | 2017年3月3日   |
| ○    | アルマズ・モルドバエフ               | 5分2R終了 判定3-0                                     | NCP: Pankration National Championship 22                                               | 2016年9月16日  |
| ○    | マラト・トフタミシェフ               | 5分3R終了 判定3-0                                     | Tech-Krep FC: PRIME Selection 2016 Stage 3                                             | 2016年8月5日   |
| ○    | オレグ・リャビコフ                   | 5分2R終了 判定3-0                                     | Tech-Krep FC: PRIME Selection 2016 Stage 1                                             | 2016年6月18日  |
| ○    | ヨンハウ・シュウ                     | 1R 0:24 アームバー                                    | Kunlun Fight 29                                                                        | 2015年8月15日  |
| ○    | デニス・パセラ                       | 1R 0:58 アームバー                                    | NCP: Pankration National Championship 13                                               | 2014年12月13日 |
| ○    | イワン・ザパラ                       | 1R 0:42 ギロチンチョーク                              | NCP: Pankration National Championship 12                                               | 2014年9月6日   |
| ○    | イリヤ・フレマノフ                   | 5分2R終了 判定3-0                                     | White Rex: Warrior Spirit 28                                                           | 2014年5月17日  |
| ○    | ローマン・アヴダリアン               | 1R 1:35 ギロチンチョーク                              | Tech-KREP FC: Prime 1                                                                  | 2014年3月21日  |
| ○    | アレクサンダー・シュタポフ           | 1R 1:45 ギロチンチョーク                              | Donskaya Volnitsa 7                                                                    | 2013年12月15日 |
| ○    | アルトゥール・スビリドフ             | 5分2R終了 判定3-0                                     | Donskaya Volnitsa 7                                                                    | 2013年12月15日 |
| ○    | アレクサンダー・クトコフ             | 1R アームバー                                         | Volgograd Fight: Stalingrad Cup 7                                                      | 2013年12月13日 |
| ×    | ジハド・ユヌソフ                     | 5分2R終了 判定0-3                                     | Tech-Krep FC: Southern Front 2                                                         | 2013年10月4日  |
| ○    | ラスル・ミルザエフ                   | 5分2R終了 判定3-0                                     | Tech-Krep FC: Black Sea Cup 2013 (Stage 4)                                             | 2013年8月16日  |

### 試合映像
1. ↑  『【試合映像】Full Fight | ビクター・コレスニック vs. 高木凌 / Viktor Kolesnik vs. Ryo Takagi - RIZIN LANDMARK 6 in NAGOYA』RIZIN公式YouTubeチャンネル、2023年。

### 補足映像
1. ↑  『【番組】RIZIN CONFESSIONS #150（※番組内で試合映像＆ビクター・コレスニックと中原由貴による試合振り返りドキュメンタリー番組）』RIZIN公式YouTubeチャンネル、2024年。